# Вікове дерево в'яза (Звенигородський район)
Вікове дерево в'яза — ботанічна пам'ятка природи місцевого значення. Об'єкт розташований на території Звенигородського району Черкаської області, околиця міста Звенигородка.
Площа — 0,03 га, статус отриманий у 1982 році.